# Montagnes Blanches (Appalaches)
Pour les articles homonymes, voir Montagnes Blanches.
Les montagnes Blanches (en anglais : White Mountains) sont une chaîne de montagnes des États-Unis qui recouvrent près d'un quart de l'État du New Hampshire, une petite partie de l'État du Maine, ainsi que quelques sommets du Québec, au Canada, dont le mont Gosford. Chaîne de montagnes faisant partie des Appalaches, elles sont considérées comme les montagnes les plus escarpées de Nouvelle-Angleterre. Ces montagnes sont très touristiques en raison de leur proximité avec les villes de Boston et de New York. Les montagnes Blanches comptent plus de 48 sommets dépassant les 1 200 mètres d'altitude. Elles regroupent plusieurs chaînes de montagnes plus petites telles que Franconia Range, Sandwich Range, Carter-Moriah Range, Kinsman Range et Pilot Range. Le point culminant est le mont Washington qui culmine à 1 917 mètres d'altitude. Il fait partie de la chaîne des Présidents (Presidential Range), une suite de sommets dont les noms reprennent ceux des différents présidents américains. Le mont Washington est connu pour abriter les pires conditions climatiques au monde. En effet, son sommet se situe à l’intersection de deux courants de tempête qui sont propices au développement de vents très violents. En 1934, le vent atteignit une vitesse de 371 km/h au sommet, la vitesse la plus forte jamais enregistrée dans l'hémisphère nord.

## Toponymie
Les montagnes Blanches ont été nommées White Hills par le gouverneur John Winthrop en 1642. Elles tiennent leur nom de leur apparence brillante ou de leurs sommets enneigés,. Elles ont aussi été connues sous les noms d'Agiocochook, de Crystal Hills, de Wa-wo-badenik et de Waumbekketmethna.

## Géomorphologie

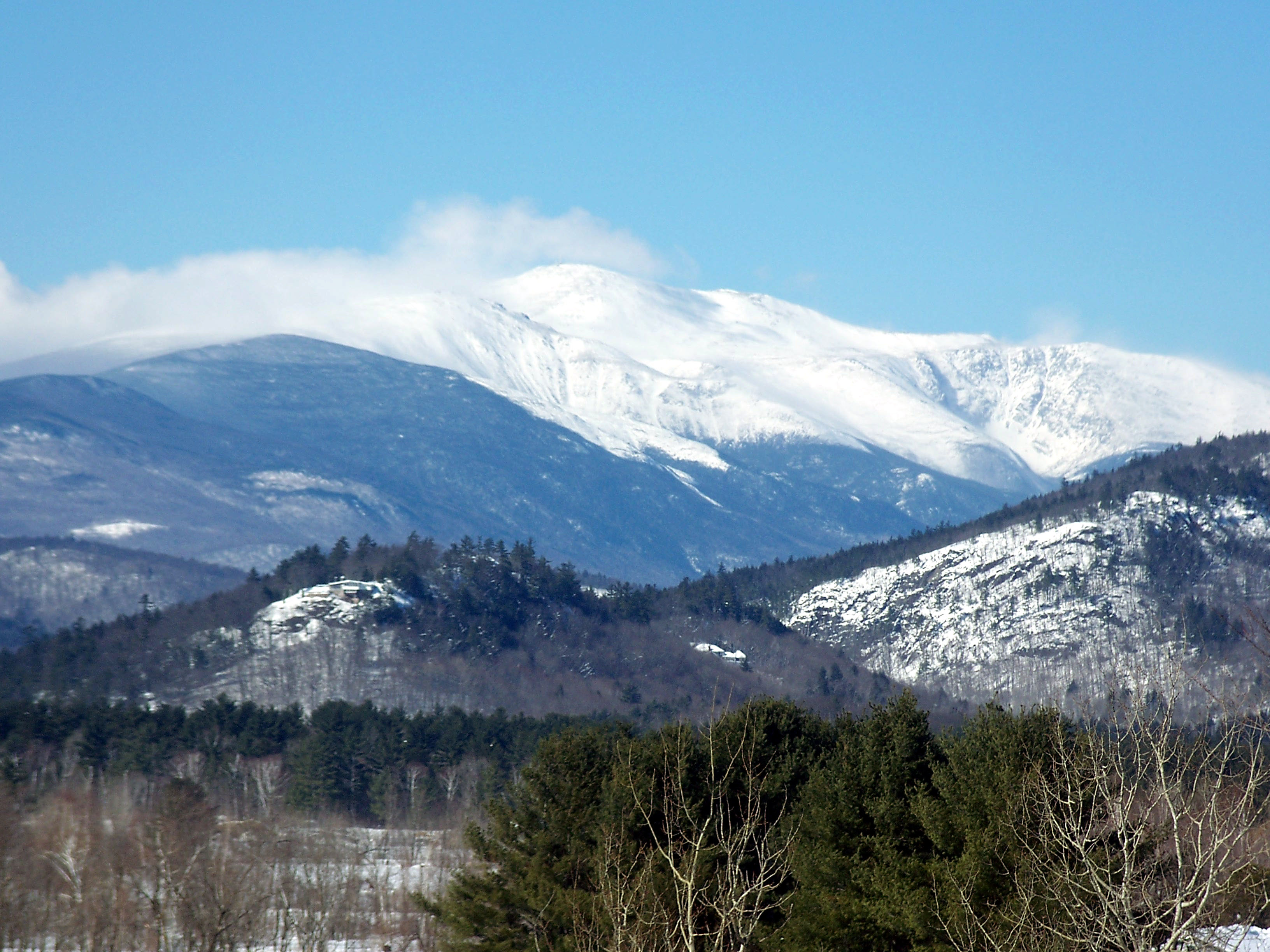
Vue du mont Washington, point culminant des montagnes Blanches.

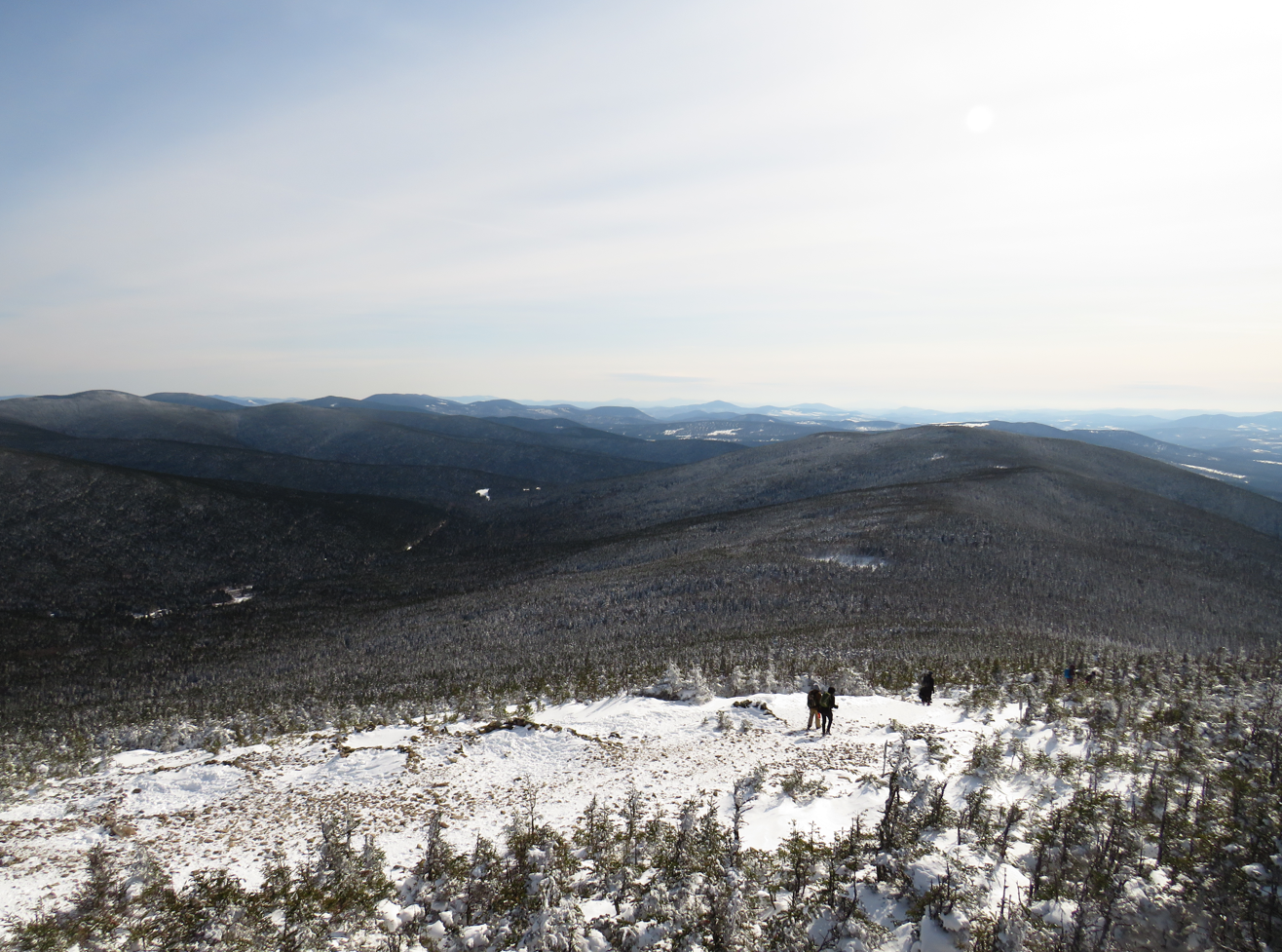
Vue depuis le mont Gosford, dans la portion québécoise des montagnes Blanches.

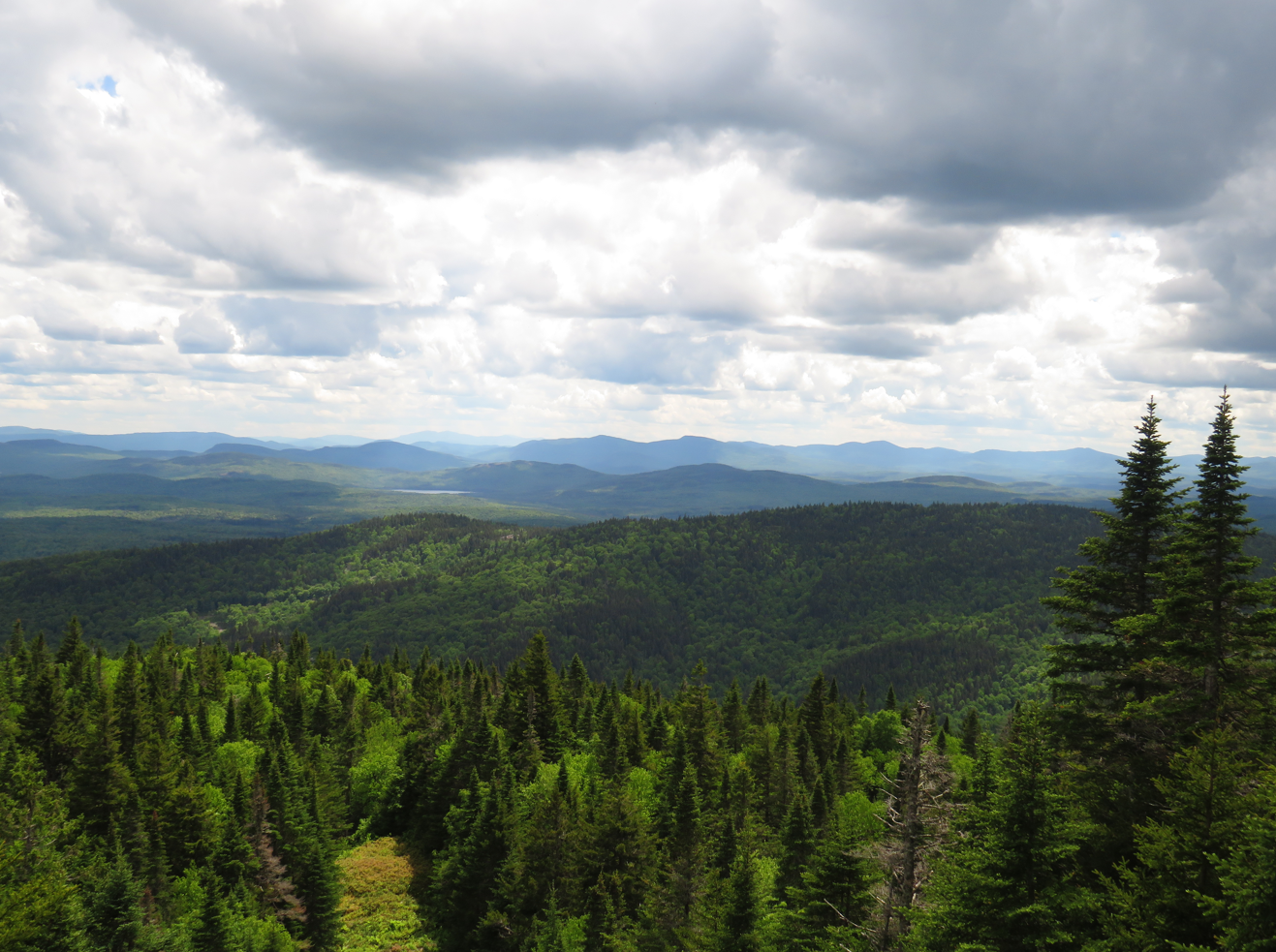
Montagnes Blanches sur la frontière entre le Québec et le Maine, dans le secteur du mont Bélanger.

Les montagnes Blanches font partie de la même zone géomorphologique que la région de la Nouvelle-Angleterre. Elles se formèrent il y a plus de 100 millions d’années lors du chevauchement de la plaque tectonique d'Amérique du Nord et du point chaud de Nouvelle-Angleterre. Les glaciers qui recouvraient les vallées ont progressivement fondu et découpé les pentes des montagnes, formant des gorges et des défilés. La roche des montagnes est principalement composée de granite, de mica et de quartz.

## Tourisme

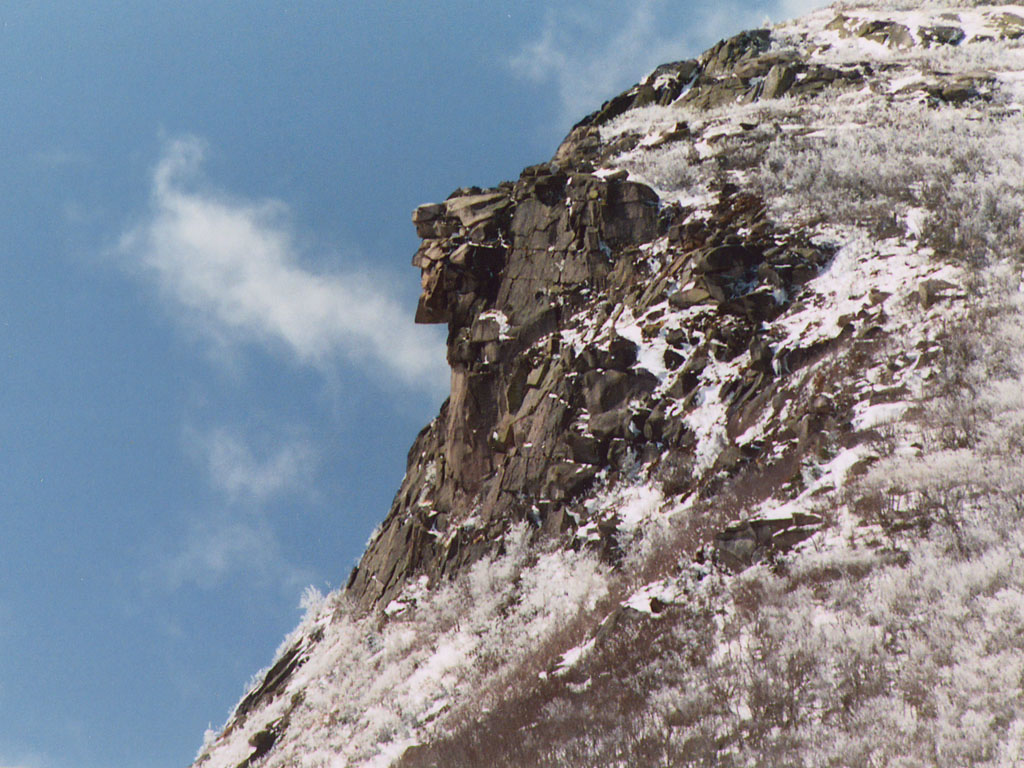
Vue sur The Old Man of the Mountain, le 26 avril 2003, six jours avant l'effondrement.

Dès les années 1860, les gens qui désiraient s'éloigner des villes industrielles de Nouvelle-Angleterre venaient dans les montagnes pour de longs séjours pour profiter de la nature dans l’environnement chic de grands hôtels. L’arrivée du chemin de fer a très largement contribué  au développement de l’activité touristique dans les montagnes Blanches. De nos jours, les montagnes Blanches restent une destination touristique très prisée pour ceux qui souhaitent pratiquer la randonnée, l'escalade ou encore le ski lors de la période hivernale. La majorité de la chaîne est ouverte au public, y compris la forêt nationale de White Mountain et un grand nombre de parcs d'État. Il y a de nombreux chemins de randonnée parcourant les montagnes Blanches, le plus connu étant le sentier des Appalaches (Appalachian Trail) qui traverse treize États en remontant la côte Est des États-Unis. La chaîne montagneuse est aussi réputée pour son système de refuges en montagne pour les randonneurs.
Ces montagnes sont un lieu privilégié pour l’escalade grâce aux nombreuses parois escarpées. L'Appalachian Mountain Club, fondé en 1876, lança en 1957 le Four Thousand Footer Club (club des 4 000 pieds) pour encourager les randonneurs à explorer quelques-unes des sections les moins connues des montagnes. Vous devez grimper à pied au sommet de chaque pic de la liste. Quand vous les avez tous faits, vous pouvez vous présenter pour être membre du club. Le club compte plus de 8 000 membres, mais seulement 300 d'entre eux les ont grimpés en hiver.
Les montagnes Blanches comptent de nombreuses attractions naturelles telles que the Old Man of the Mountain (le vieil homme de la montagne). Surnommé le Grand visage de pierre ou le profil, le vieil homme était une formation rocheuse naturelle perchée à près de 400 mètres au-dessus de Profile Lake. Il était constitué de cinq saillies rocheuses disposées horizontalement pour former le profil d'un homme. Le profil mesurait 15 mètres de hauteur et 8 mètres de large. Maintenu en place par un système d'ancrage, le gel et le dégel de la glace sur l'escarpement eurent finalement raison de lui et le vieil homme s'effondra le 3 mai 2003. Il reste encore aujourd'hui le symbole de l'État du New Hampshire.
Un autre endroit remarquable est le Bassin (The Basin), creuset de granite de 6 mètres de diamètre alimenté par une cascade. C'est un lieu de baignade apprécié, bien que l'eau y soit glacée.

## Architecture

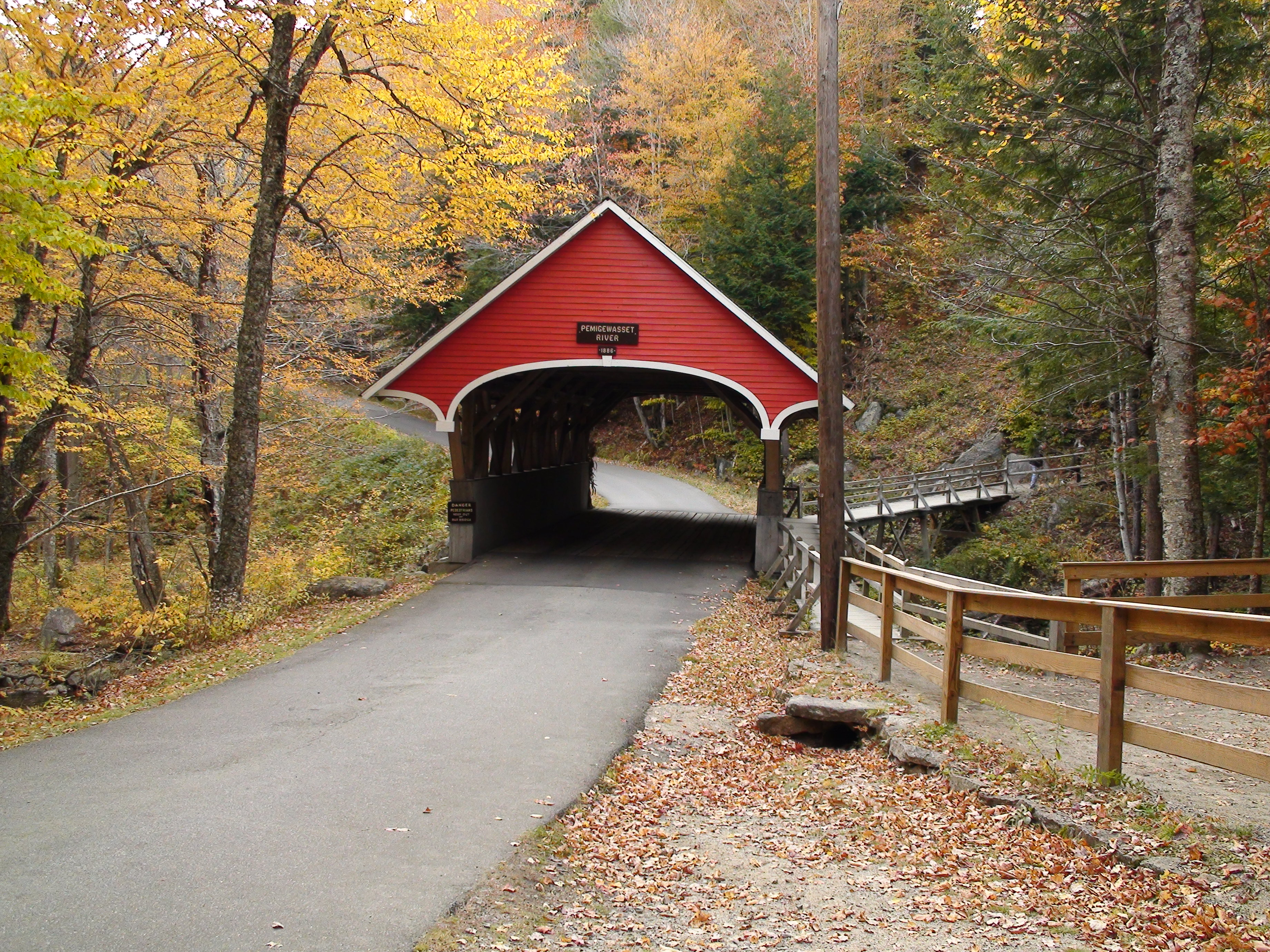
Vue d'un pittoresque pont couvert.

Les constructions des montagnes Blanches sont principalement faites de bois. L'hôtel du mont Washington, la plus grande structure en bois de Nouvelle-Angleterre, fut l'œuvre de Joseph Stickney qui avait entrepris de construire l'hôtel le plus élégant des montagnes. Construit dans un style renaissance espagnol, il ouvrit ses portes en 1902. En 1944, l'hôtel fut choisi pour accueillir la fameuse conférence monétaire de Bretton Woods qui établit les normes monétaires du monde d'après-guerre.
Une autre particularité des montagnes Blanches est le grand nombre de ponts couverts qui y ont été bâtis pour enjamber les rivières. Construits au XIXe siècle, ils sont aujourd'hui remplacés par des structures de béton. À l'époque, il était nécessaire de couvrir les ponts, tout d'abord parce que le toit empêche l'eau d'atteindre les joints qui pourraient geler en hiver ou rouiller en été. Ensuite, le poids ajouté au pont rend la structure plus stable, cela permettait aux animaux d’élevage de traverser calmement. De plus, le toit empêche l'assèchement du pont et la dilatation des joints qui entraîneraient son affaissement et protège le pont de la neige qui tombe en grande quantité en hiver.

## Art

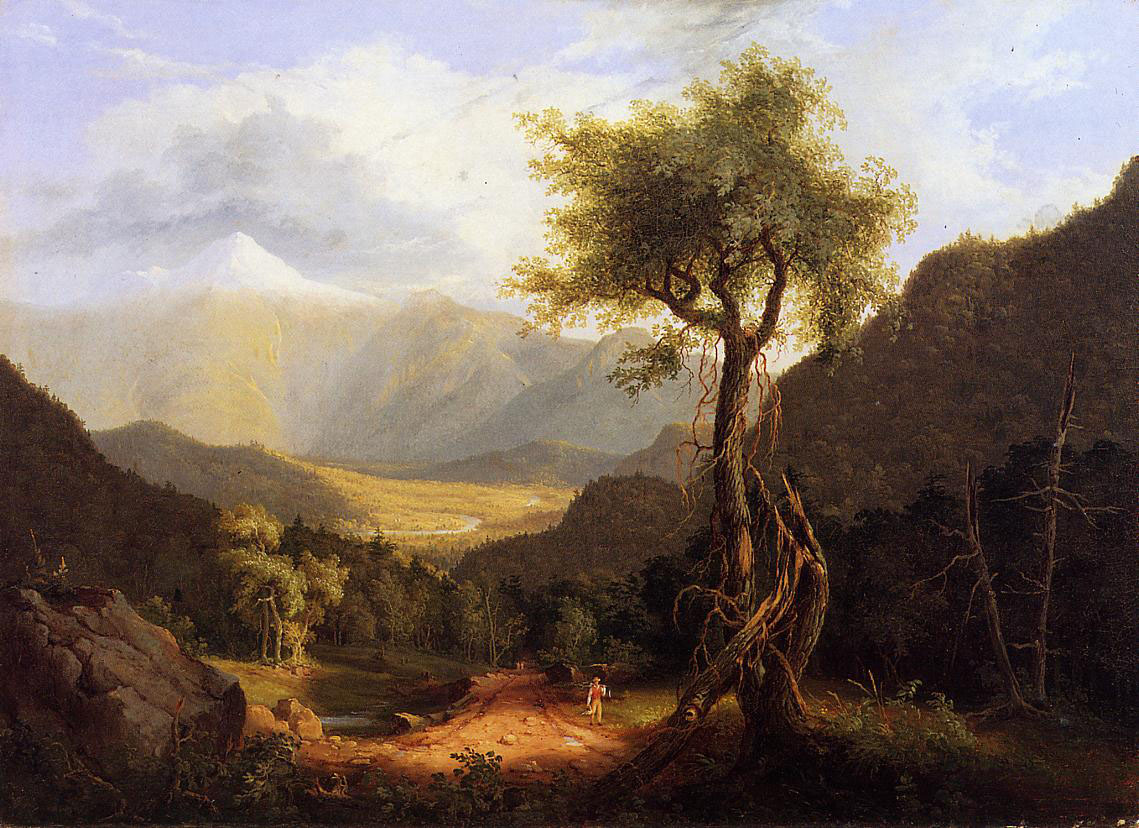
Toile de Thomas Cole View in the White Mountains de 1827.

Les montagnes escarpées des montagnes Blanches ont inspiré plusieurs centaines d'artistes plus ou moins reliés au courant dit de l'École des White Mountains. Plus de quatre cents artistes sont connus pour avoir peint des vues des montagnes Blanches au XIXe siècle, dont Benjamin Champney, Albert Bierstadt, Thomas Cole, Sanford Robinson Gifford, Samuel W. Griggs ou encore William Hart et Thomas Hill. 
Toutefois, l'appellation École des White Mountains est controversée, notamment car il est jugé que tous les artistes n'ont pas le même style.

## Littérature
Nathaniel Hawthorne a choisi les montagnes Blanches pour sa nouvelle The Great Carbuncle.